# Lần thứ hai cũng đẹp
Lần thứ hai cũng đẹp là một bộ phim truyền hình truyền cảm hứng, cảm xúc đô thị Trung Quốc năm 2019 đạo diễn bởi Trần Minh Chương, Trần Gia Hồng với Vương Tử Văn, Trương Lỗ Nhất, Vu Tiểu Vỹ, Vu Minh Gia diễn chính . Phát sóng lần đầu tiên trên kênh Truyền hình Rồng Thượng Hải vào ngày 20 tháng 11 năm 2019 .

## Phát sóng
| Kênh                        | Quốc gia   | Ngày                 | Giờ | Ghi chú |
| IQiyi quốc tế               |            | 20 tháng 11 năm 2019 | Tài Khoản VIP cập nhật đồng bộ mỗi tối lúc 24:00 Cập nhật đồng bộ mỗi tối lúc 24:00 ngày tiếp theo cho người | [ 6 ]   |
| Truyền hình Rồng Thượng Hải | Trung Quốc | 20 tháng 11 năm 2019 | 19:35 2 tập từ chủ nhật đến thứ sáu Thứ 7 19:35 (1 tập duy nhất)                                             |         |
| Tencent Video               | Trung Quốc | 20 tháng 11 năm 2019 | Tài Khoản VIP cập nhật đồng bộ mỗi tối lúc 24:00 Cập nhật đồng bộ mỗi tối lúc 24:00 ngày tiếp theo cho người |         |
| Youku                       | Trung Quốc | 20 tháng 11 năm 2019 | Tài Khoản VIP cập nhật đồng bộ mỗi tối lúc 24:00 Cập nhật đồng bộ mỗi tối lúc 24:00 ngày tiếp theo cho người |         |
| Quảng Đông TV               | Trung Quốc | 4 tháng 3 năm 2020   | 21:00 ngày 4 tháng 3 năm tập đầu tiên, 2 tập mỗi tối lúc 20:20 từ 5 tháng 3                                  |         |
| CCTV-12                     | Trung Quốc | 5 tháng 7 năm 2020   | 19:22 hàng ngày                                                                                              |         |
| Tứ Xuyên TV                 | Trung Quốc | 3 tháng 12 năm 2020  | 19:30 2 tập mỗi ngày                                                                                         |         |

## Nội dung
Bộ phim này khám phá những thử thách khó khăn khác nhau mà "Kết hôn khi tốt nghiệp" phải đối mặt trong xã hội.
Nhân vật chính An An đã kết hôn ngay sau khi cô tốt nghiệp đại học. Sau đó làm bà nội trợ toàn thời gian trong 5 năm, cô gần như mất liên lạc với xã hội. Tuy nhiên, sau khi ly hôn, cô quyết tâm lấy lại tài năng truyện tranh. Sau khi gặp Hứa Lãng, do tính cách khác nhau và cách đối xử với con cái khác nhau, những va chạm gây ra một loạt câu chuyện cũng sẽ ảnh hưởng đến cuộc sống tương lai của cả hai bên ...

## Diễn viên

### Diễn viên chính
| Diễn viên      | Vai          | Giới thiệu |
| Vương Tử Văn   | An An        | "Người mẹ ba không" không có công việc, không có tiền tiết kiệm, không quan hệ, đấu tranh với một "người bướng bỉnh", ngay cả khi cuộc hôn nhân đầu tiên thất bại, không chịu khuất phục trước áp lực của thực tế, dũng cảm lao vào lý tưởng sống. |
| Trương Lỗ Nhất | Hứa Lãng     | Anh từng là cố vấn pháp lý cao cấp tại Công ty luật Hâm Thành, chuyên làm các vụ kiện ly hôn và được Du Phi Phàm ủy quyền làm luật sư cho các vụ kiện ly hôn, nhưng sau này bị cha Du Phi Phàm, Du Đức Sinh thay thế bằng một luật sư khác. Sau khi bị kiện cáo vì một vụ án hối lộ, anh rời Hâm Thành, bán nhà và thành lập công ty luật của riêng mình, tìm Lôi Vũ Hào làm đối tác, quay lại nghề luật sư bản quyền và làm cố vấn bản quyền cho phòng làm việc Phi Phàm. Anh ta có mối quan hệ sâu sắc với con gái Hứa Quả và coi con gái là trọng tâm của cuộc đời anh. Anh luôn giữ trái tim mình về những gì xảy ra năm năm trước và tính cách của anh đã thay đổi đáng kể chỉ sau một đêm. Sau khi gặp An An, mặc dù họ thường đối đầu với nhau, mối quan hệ giữa hai người cũng phát triển một cách tinh tế, cùng sự chân thành và lòng tốt của An An dần dần làm anh dịu lại. |
| Vu Tiểu Vỹ     | Du Phi Phàm  | 33 tuổi, người sáng lập studio Phi Phàm, tác giả bán chạy, và con trai duy nhất của chủ tịch của tập đoàn Du. Vô tình kế thừa công việc kinh doanh của cha mình, khăng khăng điều hành và mở rộng sự nghiệp, và thành lập công ty truyện tranh Phi Phàm. Tuy nhiên, trong giai đoạn thăng tiến của sự nghiệp, anh dần dần bỏ bê gia đình và ngày càng xa lánh An An. Cuối cùng anh đã đề nghị ly hôn, thuê Hứa Lãng làm luật sư ly hôn và tranh chấp quyền nuôi con, sau đó, do sự liên quan của cha mình, anh ta đã tự nguyện từ bỏ quyền nuôi con. Là ban giám khảo tại Anime Star, mặc dù đánh giá cao các tác phẩm của An An, anh đã bỏ phiếu cho Vương Lôi vì cô không đủ điều kiện tham gia. |
| Vu Minh Gia    | Thẩm Dật Lâm | Sinh viên năm cuối tại Trường Luật Cambridge, bạn cùng lớp đại học của Hứa Lãng và bạn gái đầu tiên. Sau khi trở về nhà, cô muốn thành lập một công ty luật và tìm Hứa Lãng làm đối tác, nhưng anh từ chối. Sau đó, tham gia khóa đào tạo pháp lý của tập đoàn Du, trở thành cố vấn pháp lý cao cấp của tập đoàn và được Du Đức Sinh ủy nhiệm trở thành luật sư cho vụ kiện ly hôn của Du Phi Phàm, nhưng Du Phì Phàm đã từ bỏ quyền nuôi con. Cô hỗ trợ giải quyết vụ án hối lộ của Hứa Lãng. Sau khi rời bỏ Hứa Lãng năm năm trước để đi du học ở Anh, cô luôn cảm thấy có lỗi. Sau khi trở về nhà, cô muốn bù đắp cho Hứa Lãng để bù đắp quá khứ. |

### Các diễn viên khác
| Diễn viên           | Vai                         | Giới thiệu |
| Từ Hảo              | Vương Lôi                   | Nhân viên của phòng làm việc Phi Phàm, sinh viên và trợ lý của Du Phi Phàm, đàn em khóa sau của An An. Phong cách truyện tranh trưởng thành, các kỹ năng cơ bản là vững chắc, nhưng thiếu kỹ năng kể chuyện. Giai đoạn đầu của giải thưởng Tinh Mạn, cô ta đã cố tình nhốt An An và giữ bí mật đạo văn của Đại Vương. Mặc dù cô ta đã giành được chức vô địch, cô ta cũng bị Di Phi Phàm hủy hợp đồng với phòng làm việc truyện tranh Phi Phàm. |
| Hạ Tử Đồng          | Khâu Thiên                  | Bạn thân của An An, em họ của Di Phi Phàm, tổng giám đốc quan hệ công chúng. Ưu tiên hàng đầu là kinh doanh, và trọng tâm của cuộc sống là sự nghiệp. Cho đến khi gặp Lôi Vũ Hào, hai người dần dần nảy sinh tình cảm. Là một bể tư duy không thể thiếu của An An hỗ trợ mọi thứ khi An An gặp khó khăn. |
| Tạ Súy              | Lôi Vũ Hào                  | Một luật sư từ nước ngoài trở về, người bạn thời thơ ấu của An An, sinh viên đại học với Hứa Lãng. Dựa trên tình bạn cách mạng được nuôi dưỡng với An An từ khi còn nhỏ, anh đã tích cực hỗ trợ An An xử lý vụ kiện ly hôn và khuyến khích An An cạnh tranh giải thưởng Tinh Mạn để phát huy chuyên môn. Sau đó, anh trở thành đối tác của Hứa Lãng, ưa mạo hiểm và dần dần thân thiết với Khâu Thiên.                                          |
| Lý Đình Triết       | Hồ Vĩnh Quân                | Con trai nuôi của Du Đức Sinh chịu trách nhiệm phục vụ khách sạn tập đoàn Du. Yêu Thẩm Dật Lâm từ cái nhìn đầu tiên. |
| Cừu Ân Trạch        | Du Đậu Đậu                  | 5 tuổi, con trai của Di Phi Phàm và An An, là một cậu bé thích phiêu lưu, với nhiều ý tưởng và nhanh nhẹn. Dưới nền giáo dục tự do và cởi mở của An An, đã nhiều lần gặp rủi ro chấn thương, nhưng cũng đã phát triển kinh nghiệm khám phá thế giới. Sau khi gặp Hứa Quả, cả hai trở thành bạn bè. |
| Lăng Sầm            | Hứa Quả                     | 5 tuổi, con gái của Hứa Lãng, hiểu biết và tình cảm, nhưng cô luôn tò mò về mẹ. Kể từ khi gặp Du Đậu Đậu, cả hai trở thành bạn bè. |
| Dương Tử            | Tô San (Susan)              | Đồng nghiệp và bạn thân của An An và Khâu Thiên tại quán cà phê Comic, đang đi tìm tình yêu của cuộc đời. |
| Tần Bái             | Du Đức Sinh                 | Chủ tịch tập đoàn Du, cha của Du Phi Phàm, cha nuôi của Hồ Vĩnh Quân. Cho phép Du Phi Phàm kế thừa công việc kinh doanh của gia đình, ông luôn bị chia rẽ trong phòng làm việc mà anh điều hành. Nghe tin về vụ ly hôn của Du Phi Phàm, để đấu tranh giành quyền nuôi cháu trai, ông đã mạnh mẽ thay thế Hứa Lãng và thuê Thẩm Dật Lâm làm luật sư ly hôn. Sau đó, Du Phi Phàm đã chủ động từ bỏ quyền nuôi con.                                |
| Lý Cần Cần          | Cố Anh                      | Mẹ của Hứa Lãng, sống theo truyền thống bảo thủ, sắp xếp một buổi hẹn hò mù quáng cho Hứa Lang vì bà lo lắng về người bạn đời của con trai mình, nhưng đã bị ý tưởng của Du Đậu Đậu làm phiền. Bà thiên vị với An An, thích Thẩm Dật Lâm và cố gắng hết sức để phù hợp với mối quan hệ của cô với Hứa Lãng. |
| Trình Ung           | Hứa kính Tùng               | Người già vô tư, Cha của Hứa Lãng |
| Hùng Hiểu Văn       | Trương Vy                   | Mẹ của Hồ Vĩnh Quân |
| Thạch Tiểu Quần     | Đại Vương                   | Người đứng đầu Dawang Comic Studio, một tác giả truyện tranh nổi tiếng. Được Du Phi Phàm mời làm giám khảo của giải thưởng Tinh Mạn, sẵn sàng bỏ phiếu cho Vương Lôi vì tác phẩm nổi tiếng của cô là sao chép và bị Vương Lôi biết. Vì đánh giá cao, An An nên đã tuyển cô vào phòng làm việc làm trợ lý thứ hai. |
| Sử Sách             | Tiểu Yêu                    | Đại trợ lý của Dawang Comic Studio, một trong những tác giả truyện tranh, có tính cách lớn và lạc quan. Cung cấp rất nhiều hỗ trợ cho An An. |
| Lưu Uy              | Lương Bá                    | Chủ sở hữu của Time Old Store, nơi lưu trữ nhiều hàng hóa đã qua sử dụng, cần có sự đồng ý của chủ sở hữu trước khi có thể bán. Hứa Lãng đã lưu trữ nhiều vật dụng tại cửa hàng năm năm trước. |
| Vinh Dung           | Mẹ của Khấu Thiên           | Mẹ của Khấu Thiên, mẹ đỡ đầu của An An, dì của Du Phi Phàm. Sau khi trở về Trung Quốc, cô đã cố gắng sắp xếp cuộc hôn nhân của Khấu Thiên và hối thúc An An và Du Phi Phàm tái hôn. |
| Trương Bổn Dục      | Thang Tiểu Tuyền            | Được biết đến với cái tên "Mr.Big", chủ tịch của Eraser Games Company, chuyên gia IT. Ở trường đại học, anh tập trung vào việc viết nhiều mã trò chơi khác nhau, yêu thích các loài xương rồng và là một người đàn ông tình cảm. |
| Đổng Lực            | Daniel                      | Nhân vật bước ra từ manga, mẫu người lý tưởng của An An, catwalk cùng An An . |
| Chu Duệ Quân        | Khởi Lệ (Cherry)            | Nữ luật sư có năng lực, trợ lý của Hứa Lãng . |
| Sử Sách             | Tiểu Yêu                    | Đồng nghiệp của An An ở Dawang Comic Studio. |
| Trương Khanh Khanh  | Gary                        | Trợ lý của công ty Phi Phàm |
| Mưu Tử              | Ngũ Bách                    | Nhân viên Dawang Comic Studio. |
| Ngộ Bá Lâm          | Tim                         | Nhân viên Dawang Comic Studio.Tô màu, đánh bóng tranh kim chuyên viên IT và sữa máy tính. |
| Khổng Lệnh Mỹ       | Tiểu Oa                     | |
| Lưu Tuần Tử Mặc     | Leo                         | Nhà thiết kế hàng đầu của BLT, thành viện đấu giả tại NCF |
| Lý Tuấn Vi          | Chu Du                      | Chàng trai ấm áp, Susan thích, sau đi du học ở nước ngoài. |
| Tạ Thừa Dĩnh        | Chủ biên Lâu                | |
| Tào Vũ Trừng        | Trở lý của Bạch Cẩm Du      | |
| Phan Tiệp           | Đại sư Thanh Sơn (Aoyama)   | Thần tượng của Vương Lôi, người sáng tác Comic hàng đầu |
| Lệ Lận Phi          | Linda                       | Nhân viên của Lôi Vũ Hào, cực kỳ ám ảnh và mạnh dạn theo đuổi |
| Khương Di Y         | Giản (Jane)                 | Trợ lý của mẹ nuôi An An. |
| Đinh Di             | Chủ biên Tần                | |
| Lý Đống             | Chủ biên Vương              | Đại Điểu, chuyên gia sao chép tác phẩm của người khác |
| Quách Đồng Đồng     | Trợ lý của Leo              | |
| Lý Hồng Thần        | Bạch Cẩm Du                 | Giành bản quyền comic của An An, lại đòi kiện bản quyền. |
| Quách Lâm           | Hoàng Hân                   | Đại Hoàng, ông chủ của Công ty luật Hâm Thành, sau trở lại làm luật sư bản quyền ở văn phòng tư nhân của Hứa Lãng. |
| Loan Tuấn Uy        | Hứa Minh                    | Cha ruột của Hứa Quả, anh trai Hứa Lãng |
| Diêm Lộc Dương      | Lâm Uyển Đình               | Mẹ sinh học của Hứa Quả |
| Tiết Vũ Tân         | Thường Lâm Hưng             | Đàn em của Chung Lâm Tô |
| Chúc Hải Ngọc       | Phương Mỗ                   | Đàn em của Chung Lâm Tô |
| Bành Bột            | Mỹ nữ hẹn hò bí mật         | Bạn xem mắt của Hứa Lãng. |
| Hạ Bân              | Hoàn mỹ nam nhân            | Nam thần của Susan, cô ngõ lời nhưng bị từ chối, cuối cùng anh đi dục học |
| Tống Khanh          | Cha của Vương Lôi           | Vương Trung, người cha say xỉn của Vương Lôi, hay đánh đập Vương Lôi hồi còn nhỏ |
| Trương Ái Nguyệt    | Mẹ của Vương Lôi            | |
| Tất Hãn Văn         | Luật sư Tần                 | Luật sư tập đoàn Du |
| Từ Ngọc Lan         | Vợ của giáo sư              | |
| Khuất Cương         | Cha của Lôi Vũ Hào          | Cha mẹ của Lôi Vũ Hào sống ở Singapore. |
| Lý Giai Uất         | Mẹ của Lôi Vũ Hào           | Cha mẹ của Lôi Vũ Hào sống ở Singapore. |
| Andrew Lane Cawthon | Bệnh nhân                   | Bệnh nhân chốn khỏi viện, An An khuyên nhủ trở lại viện điều trị. |
| Vương Kim Tâm       | Trung niên nam nhân         | Người Susan gặp tại một của hàng tạp hóa, chủ một quán cà phê. |
| Tần Bá Khôn         | Chủ quán rượu               | Chủ nhà hàng Izakaya |
| Tôn Ngữ Hàm         | Nhân viên quán rượu         | Nhân viên Nhà hàng Izakaya |
| Chường Đào          | Luật sư bên nguyên          | Luật sư của Phương Cầm |
| Cường Ba Tài Đan    | Đội trưởng Thai             | Đội trưởng đội cảnh sát truy bắt nhóm lưu manh của Chung Lâm Tô cầm đầu |
| Tô Hân              | Giáo sư Hồ                  | Giáo viên chủ nhiệm |
| Lý Hoành Lỗi        | Hà Gia Lương                | Người giành quyền nuôi con với vợ là cựu bác sĩ |
| La Lệ Hinh          | Phương Cầm                  | Vợ của Hà Gia Lương. giành quyền nuôi con với chồng |
| Chư Tập Hi          | Người phục vụ quán mì       | |
| Lôi Sâm Bảo         | Chủ nhà                     | Chủ nhà cho An An và Hứa Lãng thuê nhà. |
| Lục Khải            | Chàng trai Béo              | Giang hồ cho vai nặng lãi |
| Vương Tử            | Phóng viên Pioneer          | |
| Quan Hạo Dịch       | Nghệ sĩ đường phố           | |
| Vương Tuyết         | Giáo viên Trần              | Giáo viên mầm non |
| Chu Hiểu Hải        | Bác sĩ của Du Đức Sinh      | |
| Phùng Tuyết Nhã     | An An thiếu niên            | |
| Trịnh Thiên Hựu     | Lôi Vũ Hào thiếu niên       | |
| Triệu Tử Trùng      | Chung Lâm Tô                | Bạn trai lưu manh của Vương Lôi |
| Đổng Lý Vô Ưu       | Chung Lâm Tô                | Thời niên thiếu của Chung Lâm Tô, đàn anh cùng quê với Vương Lôi, đi tù vì ngộ sát người cha tàn bạo của Vương Lôi. |
| Trần Dực Đồng       | Vương Lôi thiếu niên        | Thời niên thiếu của Vương Lôi, thường xuyên bị người cha nát rượu đánh đập. |
| Cao Phàm            | Hải Hồng                    | |
| Vương Sướng         | Thư ký công ty của Phi Phàm | |
| Phó Lâm             | Lễ tân A                    | Lễ tân đặc biệt của công ty Phi Phàm |
| Lý Nghiên Quân      | Lễ tân B                    | Lễ tân của công ty Phi Phàm |

## Nhạc phim
| STT | Nhan đề                            | Phổ lời                      | Phổ nhạc                          | Trình bày                      | Thời lượng |
| --- | ---------------------------------- | ---------------------------- | --------------------------------- | ------------------------------ | ---------- |
| 1.  | "Lần thứ hai" (OST)                | Nghiêm Nghệ Đan              | Nghiêm Nghệ Đan                   | Nghiêm Nghệ Đan                |            |
| 2.  | "我會 （Bản nữ）" (Nhạc kết)       | Quan Hạo Dịch                | Quan Hạo Dịch                     | Nghiêm Nghệ Đan                |            |
| 3.  | "哈哈哈" (Interlude)               | Nghiêm Nghệ Đan              | Nghiêm Nghệ Đan                   | Nghiêm Nghệ Đan                |            |
| 4.  | "哈哈哈（Bản Guitar）" (Interlude) | Nghiêm Nghệ Đan              | Nghiêm Nghệ Đan                   | Nghiêm Nghệ Đan                |            |
| 5.  | "我會（Bản nam）" (Interlude)      | Quan Hạo Dịch                | Quan Hạo Dịch                     | Quan Hạo Dịch                  |            |
| 6.  | "It's You（Bản nam）" (Interlude)  | Lý Nhược Trần                | Nghiêm Nghệ Đan                   | Quan Hạo Dịch                  |            |
| 7.  | "It's You（Bản nữ）" (Interlude)   | Lý Nhược Trần                | Nghiêm Nghệ Đan                   | Vu Minh Gia                    |            |
| 8.  | "Bệnh nhân" (Interlude)            | Nghiêm Nghệ Đan、SadKid, MZG | Lý Nhược Trần, SadKid, MZG, Houto | Nghiêm Nghệ Đan, Lý Nhược Trần |            |

## Rating
| Tập               | Ngày              | Kênh Dragon TV phát sóng lần đầu tiên | Kênh Dragon TV phát sóng lần đầu tiên | Kênh Dragon TV phát sóng lần đầu tiên | Kênh Dragon TV phát sóng lần đầu tiên | Kênh Dragon TV phát sóng lần đầu tiên | Kênh Dragon TV phát sóng lần đầu tiên | Kênh Dragon TV phát sóng lần đầu tiên | Kênh Dragon TV phát sóng lần đầu tiên | Kênh Dragon TV phát sóng lần đầu tiên | Kênh Dragon TV phát sóng lần đầu tiên                                                                      |
| Tập               | Ngày              | CSM59                                 | CSM59                                 | CSM59                                 | CSM Toàn Quốc                         | CSM Toàn Quốc                         | CSM Toàn Quốc                         | CSM16                                 | CSM16                                 | CSM16                                 | Ghi chú |
| Tập               | Ngày              | Rating                                | View share                            | Hạng                                  | Rating                                | View share                            | Hạng                                  | Rating                                | View share                            | Hạng                                  | Ghi chú |
| ----------------- | ----------------- | ------------------------------------- | ------------------------------------- | ------------------------------------- | ------------------------------------- | ------------------------------------- | ------------------------------------- | ------------------------------------- | ------------------------------------- | ------------------------------------- | --- |
| 1-2               | tháng 11 20, 2019 | 1.069                                 | 3.912                                 | 4                                     | 0.45                                  | 1.84                                  | 6                                     |                                       |                                       |                                       | Giang Tô Kết thúc phim《Quy Hồng》                                                                         |
| 3-4               | tháng 11 21, 2019 | 1.120                                 | 4.071                                 | 4                                     | 0.52                                  | 2.12                                  | 4                                     | 0.47                                  | 1.638                                 | 4                                     | Chiết Giang、Giang Tô Phát sóng《Chào em, Kiều An》                                                        |
| 5-6               | tháng 11 22, 2019 | 1.231                                 | 4.35                                  | 2                                     | 0.55                                  | 2.11                                  | 4                                     |                                       |                                       |                                       | CSM59 không có CCTV                                                                                        |
| 7                 | tháng 11 23, 2019 | 1.333                                 | 4.6                                   | 2                                     | 0.61                                  | 2.3                                   | 2                                     |                                       |                                       |                                       | CSM59 không có CCTV                                                                                        |
| 8-9               | tháng 11 24, 2019 | 1.534                                 | 5.15                                  | 1                                     | 0.67                                  | 2.53                                  | 2                                     |                                       |                                       |                                       | CSM59 không có CCTV                                                                                        |
| 10-11             | tháng 11 25, 2019 | 1.344                                 | 4.79                                  | 3                                     | 0.62                                  | 2.47                                  | 3                                     | 0.554                                 | 1.926                                 | 3                                     | |
| 12-13             | tháng 11 26, 2019 | 1.402                                 | 4.968                                 | 2                                     | 0.68                                  | 2.75                                  | 3                                     | 0.551                                 | 1.924                                 | 2                                     | |
| 14-15             | tháng 11 27, 2019 | 1.423                                 | 5.04                                  | 2                                     | 0.66                                  | 2.64                                  | 4                                     |                                       |                                       |                                       | CSM59 không có CCTV                                                                                        |
| 16-17             | tháng 11 28, 2019 | 1.410                                 | 5.002                                 | 3                                     | 0.66                                  | 2.67                                  | 3                                     | 0.544                                 | 1.933                                 | 3                                     | |
| 18-19             | tháng 11 29, 2019 | 1.378                                 | 4.778                                 | 2                                     | 0.64                                  | 2.39                                  | 4                                     | 0.552                                 | 1.818                                 | 2                                     | CCTV-1《Vùng đất hy vọng》, CCTV-8《Tôi e rằng quá muộn》kết thúc, CCTV-1 《Người Macao》 ra mắt cùng ngày |
| 20                | tháng 11 30, 2019 | 1.535                                 | 5.114                                 | 1                                     | 0.65                                  | 2.35                                  | 3                                     | 0.613                                 | 1.952                                 | 3                                     | CCTV-8 Phát sóng《Người một nhà》                                                                          |
| 21-22             | tháng 12 1, 2019  | 1.642                                 | 5.409                                 | 1                                     | 0.75                                  | 2.77                                  | 2                                     | 0.621                                 | 2.067                                 | 2                                     | Bắc Kinh Kết thúc《Hà Sơn》, ra mắt cùng ngày《Nhiệt Ái》                                                  |
| 23-24             | tháng 12 2, 2019  | 1.575                                 | 5.558                                 | 1                                     | 0.66                                  | 2.66                                  | 3                                     | 0.582                                 | 2.077                                 | 3                                     | |
| 25-26             | tháng 12 3, 2019  | 1.394                                 | 4.956                                 | 2                                     | 0.61                                  | 2.41                                  | 4                                     | 0.554                                 | 1.936                                 | 3                                     | |
| 27-28             | tháng 12 4, 2019  | 1.559                                 | 5.526                                 | 1                                     | 0.7                                   | 2.85                                  | 3                                     | 0.647                                 | 2.347                                 | 2                                     | CSM59 bị mất dữ liệu ở Tam Á                                                                               |
| 29-30             | tháng 12 5, 2019  | 1.585                                 | 5.603                                 | 1                                     | 0.69                                  | 2.75                                  | 3                                     | 0.609                                 | 2.124                                 | 2                                     | CSM59 không có CCTV                                                                                        |
| 31-32             | tháng 12 6, 2019  | 1.584                                 | 5.505                                 | 1                                     | 0.69                                  | 2.63                                  | 3                                     | 0.651                                 | 2.172                                 | 1                                     | CSM59 không có CCTV                                                                                        |
| 33                | tháng 12 7, 2019  | 1.662                                 | 5.708                                 | 1                                     | 0.74                                  | 2.75                                  | 2                                     | 0.637                                 | 2.091                                 | 1                                     | CSM59 không có CCTV                                                                                        |
| 34-35             | tháng 12 8, 2019  | 1.669                                 | 5.716                                 | 1                                     | 0.72                                  | 2.83                                  | 2                                     | 0.569                                 | 1.893                                 | 3                                     | |
| 36-37             | tháng 12 9, 2019  | 1.526                                 | 5.481                                 | 2                                     | 0.7                                   | 2.83                                  | 2                                     | 0.643                                 | 2.337                                 | 2                                     | |
| 38-39             | tháng 12 10, 2019 | 1.518                                 | 5.386                                 | 2                                     | 0.71                                  | 2.9                                   | 2                                     |                                       |                                       |                                       | |
| 40-41             | tháng 12 11, 2019 | 1.476                                 | 5.229                                 | 2                                     | 0.69                                  | 2.79                                  | 4                                     | 0.588                                 | 2.096                                 | 4                                     | Chiết Giang、Giang Tô Kết thúc《Chào em, Kiều An》Phát sóng《夢在海這邊》cùng ngày                         |
| 42-43             | tháng 12 12, 2019 | 1.597                                 | 5.645                                 | 2                                     | 0.7                                   | 2.8                                   | 4                                     | 0.75                                  | 2.636                                 | 2                                     | |
| 44-45             | tháng 12 13, 2019 | 1.469                                 | 5.214                                 | 2                                     | 0.63                                  | 2.48                                  | 3                                     | 0.587                                 | 2.075                                 | 1                                     | |
| 46                | tháng 12 14, 2019 | 1.375                                 | 4.746                                 | 2                                     | 0.59                                  | 2.2                                   | 4                                     | 0.663                                 | 2.233                                 | 1                                     | |
| 47-48             | tháng 12 15, 2019 | 1.517                                 | 5.089                                 | 2                                     | 0.68                                  | 2,56                                  | 3                                     | 0.671                                 | 2.254                                 | 2                                     | |
| 49-50             | tháng 12 16, 2019 | 1.333                                 | 4.715                                 | 2                                     | 0.63                                  | 2.52                                  | 3                                     |                                       |                                       |                                       | Hồ Nam Kết thúc 《Cá sấu và chim choi choi》                                                               |
| 51-52             | tháng 12 17, 2019 | 1.598                                 | 5.463                                 | 2                                     | 0.71                                  | 2.77                                  | 3                                     | 0.643                                 | 2.238                                 | 2                                     | Hồ Nam Phát sóng 《Đại Minh phong hoa》 CCTV-8 Kết thúc 《Tôi sợ rằng quá muộn》                           |
| 53-54             | tháng 12 18, 2019 | 1.385                                 | 4.806                                 | 2                                     | 0.66                                  | 2.6                                   | 3                                     | 0.683                                 | 2.366                                 | 2                                     | CCTV-8 Phát sóng 《锻刀之绝地重生》                                                                        |
| 55-56             | tháng 12 19, 2019 | 1.728                                 | 5.916                                 | 2                                     | 0.77                                  | 3.06                                  | 3                                     | 0.801                                 | 2.787                                 | 2                                     | |
| Ratimg trung bình | Ratimg trung bình |                                       |                                       | —                                     |                                       |                                       | —                                     |                                       |                                       | —                                     | |

## Giải thưởng
| Năm  | Lễ trao giải                | Hạng mục                              | Đề cử cho                | Kết quả         | Ghi chú |
| ---- | --------------------------- | ------------------------------------- | ------------------------ | --------------- | ------- |
| 2020 | Giang Tô TV                 | Phim truyền hình Trung Quốc 2019-2020 | Jiangsu Straw Bear Films | Huy chương Đồng | [ 13 ]  |
| 2021 | Phim truyền hình chất lượng | Phim truyền hình tiêu biểu            |                          | Đoạt giải       |         |